# Łężynka
Łężynka – struga okresowa płynąca w całości w Poznaniu. Dopływ Dworskiego Rowu. Jest przede wszystkim lokalnym odbiornikiem wód opadowych i roztopowych.

## Przebieg
Źródła znajdują się na Szczepankowie, w rejonie ulicy Porzeczkowej. Następnie ciek kieruje się na wschód, przepływając pod ulicami Sowice i Bobrownicką. W rejonie ulicy Boreckiej łagodnie zmienia kierunek na południowy i wpada do Dworskiego Rowu w rejonie ulic Szczepankowo i Gościnnej na Spławiu.

## Geologia i otoczenie
Powyżej doliny cieku zalega na warstwie glin płat wodnolodowcowych piasków oraz żwirów. W obniżeniu dolinnym Łężynki, zalegają natomiast młodsze osady piaszczyste z okresu holocenu, a także namuły żwirowe oraz ilaste i pyłowate.
Otoczenie cieku stanowią przede wszystkim monokultury upraw rolnych.

## Flora i fauna
W dolinie Łężynki występują m.in. pokląskwa, świergotek łąkowy, kobuz i żuraw. Z sąsiednich rejonów zalatują natomiast pustułka zwyczajna, myszołów i uszatka. Ze ssaków napotkać można tutaj kreta europejskiego, jeże i mysz polną. Pojawiają się też sarny, dziki i lisy. Z uwagi na walory przyrodnicze Łężynka zostanie w przyszłości zachowana jako ciek otwarty z dopuszczeniem jedynie budowy przepustów.

## Turystyka
Na krótkim odcinku doliną Łężynki przebiega żółty szlak pieszy nr 3574 z Nowej Wsi do Spławia oraz szlak łącznikowy "E" Pierścienia Rowerowego dookoła Poznania. Ulicą Bobrownicką Łężynkę przecina natomiast Transwielkopolska Trasa Rowerowa (odcinek południowy).